# Valdemar Holbøll
Valdemar Kragh Holbøll (14. december 1871 på Frederiksberg – 19. juni 1954 i København) var en dansk minister i samlingsregeringen 1942-1945, bror til Aage Holbøll.
Han søn af generalmajor Harald Holbøll og Emma Oline Kragh, blev student fra Borgerdydskolen i København 1890, cand.jur. i 1896, derefter assistent i Kultusministeriet 1900, fuldmægtig i 1909, ekspeditionssekretær i 1910, kontorchef i 1914, kontorchef i Kirkeministeriet 1916, departementschef i Undervisningsministeriet, men stod til tjeneste i Kirkeministeriet 1921-23.
Holbøll var departmentschef i Kirkeministeriet i perioden 1923-42 og blev udnævnt til kirkeminister i samlingsregeringen under Scavenius fra 9. november 1942 til 5. maj 1945.
Han er begravet på Garnisons Kirkegård.